# Operación Afrodita

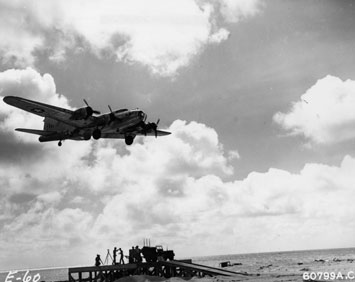
Un B-17 similar a los modificados para esta operación

La Operación Afrodita fue el nombre dado por el estado de defensa de Estados Unidos a una misión aérea secreta durante la Segunda Guerra Mundial.

## Historia
En 1944 se pensó en lanzar bombarderos B-17 no tripulados repletos de explosivos contra objetivos muy protegidos por defensas antiaéreas. Eran dirigidos por control remoto desde otro avión a poca distancia usando además cámaras y emisoras de tv en el avión no tripulado así como receptores en el avión guía para observar la dirección, los controles y los indicadores. 
A esta operación se la llamó "Operación Afrodita", y para ella se emplearon aproximadamente 25 B-17 (en su mayoría de la serie "F") que fueron modificados, adaptados para cargar 9 toneladas de explosivos, y renombrados BQ-7.
- Datos: Q2915673